# Estnische Badmintonmeisterschaft 1991
Die Estnische Badmintonmeisterschaft 1991 fand im März 1991 in Tallinn statt. Es war die 27. Austragung der Titelkämpfe.

## Medaillengewinner
| Disziplin    | Gold                                | Silber                            | Bronze                                            |
| ------------ | ----------------------------------- | --------------------------------- | ------------------------------------------------- |
| Herreneinzel | Andres Ojamaa, Tartu                | Ain Matvere, Tartu                | Kalle Kaljurand, Tartu                            |
| Dameneinzel  | Marina Kaljurand, Tallinn           | Terje Lall, Tartu                 | Marju Velga, Tartu                                |
| Herrendoppel | Kalle Kaljurand Ain Matvere, Tartu  | Andres Ojamaa Einar Veede, Tartu  | Tanel Kaart Jaanus Ots, Tartu                     |
| Damendoppel  | Liia Dubkovskaja Marju Velga, Tartu | Piret Kärt Triinu Tombak, Tallinn | Mari Tomingas Kairi Viilup, Tallinn               |
| Mixed        | Ain Matvere Terje Lall, Tartu       | Einar Veede Marju Velga, Tartu    | Kalle Kaljurand Marina Kaljurand, Tartu / Tallinn |